# Disco Rayao
 (août 2025).
Motif : Où sont les sources démontrant l'admissibilité ?
- Archive Wikiwix
- Bing
- Cairn
- DuckDuckGo
- E. Universalis
- Gallica
- Google
- G. Books
- G. News
- G. Scholar
- Persée
- Qwant
- (zh) Baidu
- (ru) Yandex

| 1. | Préciser le motif de la pose du bandeau. | Précisez le motif de la pose du bandeau en utilisant la syntaxe suivante : {{admissibilité à vérifier\|date=août 2025\|motif=remplacez ce texte par le motif}}                   |
| 2. | Informer les utilisateurs concernés.     | Pensez à avertir le créateur de l'article, par exemple, en insérant le code ci-dessous sur sa page de discussion : {{subst:avertissement admissibilité à vérifier\|Disco Rayao}} |

 (signalé en août 2025).
Si vous disposez d'ouvrages ou d'articles de référence ou si vous connaissez des sites web de qualité traitant du thème abordé ici, merci de compléter l'article en donnant les références utiles à sa vérifiabilité et en les liant à la section « Notes et références ».
- Archive Wikiwix
- Bing
- Cairn
- DuckDuckGo
- E. Universalis
- Gallica
- Google
- G. Books
- G. News
- G. Scholar
- Persée
- Qwant
- (zh) Baidu
- (ru) Yandex

 (août 2025).
Disco Rayao (qui se traduit par disque rayé en français) est une chanson de merengue dominicaine, originellement interprétée par le duo Damirón (es) y Chapuseaux en 1954. La chanson a connu de multiples reprises et adaptations à travers le monde.

## Histoire
La version originale de la chanson, un merengue lent, a été enregistrée en 1954 par le duo dominicain Damirón y Chapuseaux, composé de José "Negrito" Chapuseaux au chant et à l'écriture, et de Frank Simón Damirón au piano.
Plusieurs artistes et groupes ont ensuite sorti leurs propres versions :
- Billo's Caracas Boys (es) : José Chapuseaux a rejoint ce groupe vénézuélien qui a enregistré sa propre version de la chanson, rencontrant un succès au Venezuela.
- Damirón y su conjunto : Frank Damirón a également sorti sa propre version en 1958 avec son orchestre.
- Joby Valente : Disk La Reyé, une des premières versions antillaises, chantée par l'artiste martiniquaise en 1974.
- Ban'Biyo : Ce groupe a popularisé une version antillaise entraînante sous le titre Disk La Rayé, reprise de Joby Valente. Au chant, on retrouve Jean-Marc Ferdinand accompagné de Christian Yéyé ("le pianiste"). Le morceau est parfois surnommé Tikitak Tikitak et a été publié sur la compilation de 2016 "Zafé Chô (100% Ambiance Peyi)".

## Reprises
La chanson a été reprise par de nombreux artistes à travers le monde, notamment en République Dominicaine et dans toute l'Amérique Latine. Certaines reprises ont un titre différent, comme Empujale La Aguja' Parmi les interprètes notables, on peut citer :
- Johnny Ventura (es)
- Kinito Méndez (es)
- Oro Sólido
- Christian Yéyé (pianiste de Ban'Biyo) : Il a interprété la chanson Disk La Reyé en solo sur son album "20 Ans Ca Se Fete" en 2005.
- Jean-Marc Ferdinand (chanteur de Ban'Biyo) : Il a chanté Disk La Reyé en live à Bercy pour "La Nuit d'Outremer 2" en 2012.
- A-Lectro & Miroo : Une version électro de la chanson, "Disk La Reyé (Remix)", qui sample également Vale la Pena de Juan Luis Guerra, en 2024.